# İsmetpaşa, Karacabey
İsmetpaşa là một xã thuộc huyện Karacabey, tỉnh Bursa, Thổ Nhĩ Kỳ. Dân số thời điểm năm 2011 là 647 người.